# Villanova Solaro
Villanova Solaro ist eine Gemeinde in der italienischen Provinz Cuneo (CN), Region Piemont.

## Lage und Einwohner
Villanova Solaro liegt 45 km nördlich von der Provinzhauptstadt Cuneo  auf einer Höhe von 268 m über dem Meeresspiegel, nahe der Varaita. Das Gemeindegebiet umfasst eine Fläche von 14,78 km² und hat737 Einwohner (Stand 31. Dezember 2023). Zur Gemeinde gehören auch die zwei Fraktionen (Frazioni) Vernetto (Vernà) und Airali (Airaj).
Die Nachbargemeinden sind Moretta, Murello, Ruffia, Scarnafigi und Torre San Giorgio.

## Geschichte

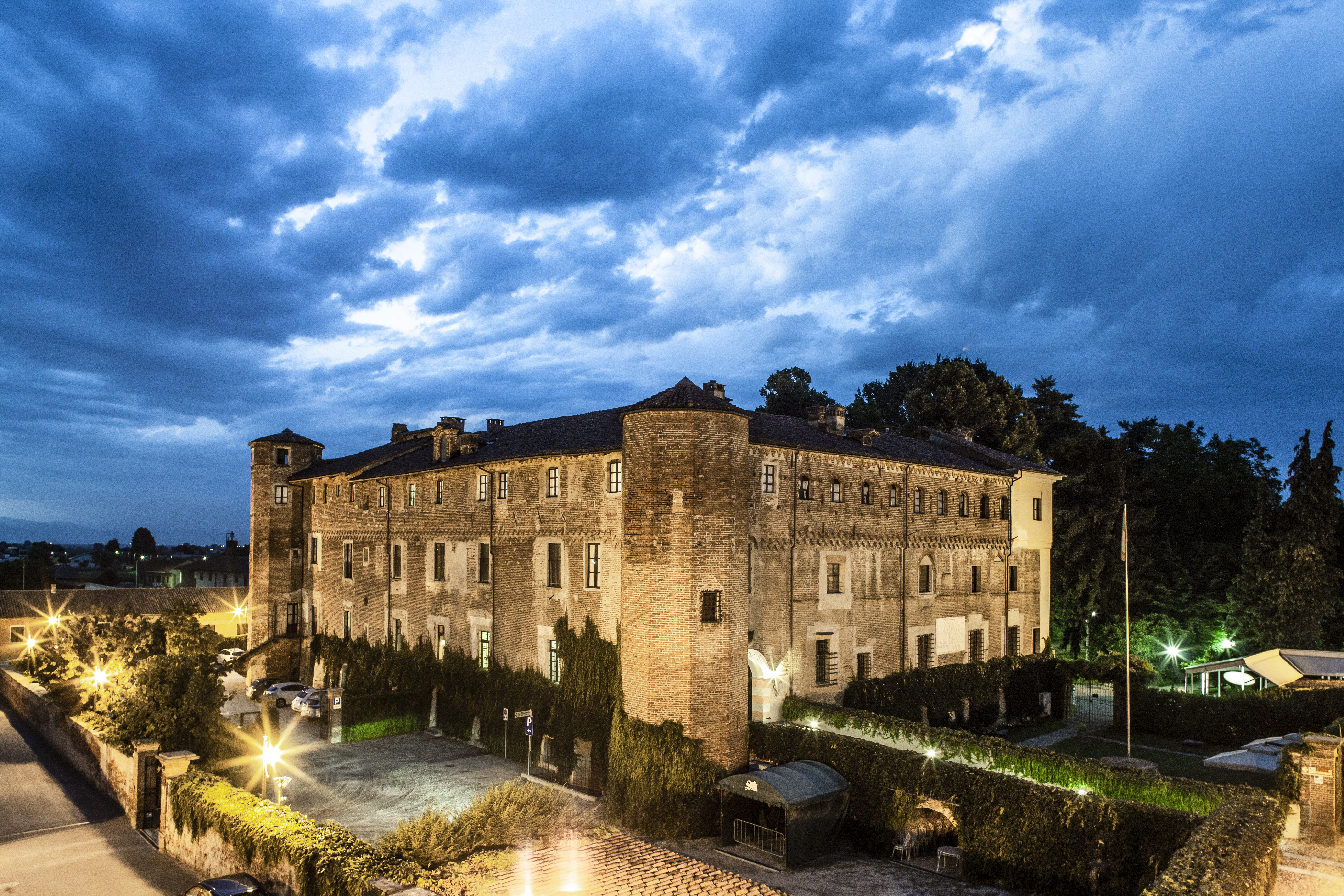
Das Schloss

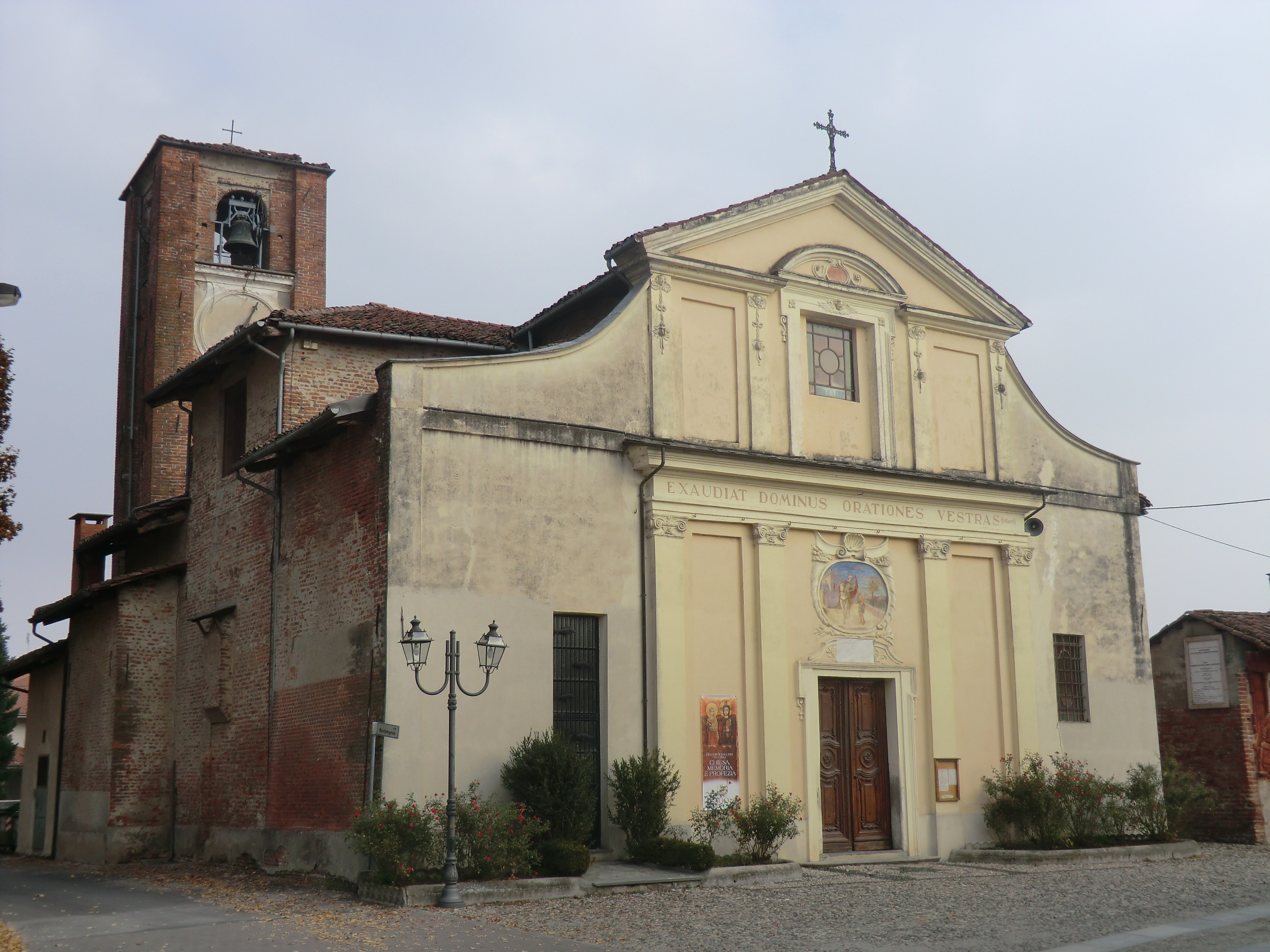
Kirche San Martino

Der Ortsname von offensichtlicher Bedeutung erscheint in den mittelalterlichen Zeugnissen von 1064 mit „Villanova“, ohne Variationen in den folgenden Jahrhunderten. Es besteht aus „villa“, was „Siedlung von bescheidener Größe“ bedeutet, und „nova“, was „neu“ bedeutet und sich auf die Gründung des Ortes bezieht. Die Determinante hängt mit dem Namen der Familie zusammen, der der Ort als Lehen zugeschrieben wurde. Die Geschichte des Dorfes ist eng mit der seines Schlosses verbunden. Erhaltene Dokumente datieren den Bau auf etwa 1327 durch Philipp von Achaia. Im 15. Jahrhundert gingen Lehen und Burg an die Familie Solaro über, die es bis zur Mitte des 19. Jahrhunderts besaß und dem Dorf, das zuvor Villanova di Moretta hieß, ihren Namen gab. Im Jahr 1505 wurde das prächtige Pfarrhaus erbaut und etwa zur gleichen Zeit das Schloss verschönert. Mit dem Übergang des Markgrafen von Saluzzo unter die Herrschaft der Savoyer im Jahr 1601 begann es seine militärische Bedeutung zu verlieren und wurde in einen Ferienort umgewandelt. Im Jahr 1800 wurde es als Krankenhaus und später als Altersheim genutzt.
Von 1886 bis 1959 hatte Villanova Solaro einen Bahnhof an der stillgelegten Bahnstrecke Moretta–Cavallermaggiore.

## Sehenswürdigkeiten
- Das Schloss gegen Mitte des 14. Jahrhunderts erbaut.
- Die Pfarrkirche Sant’Emiliano voller Kunstwerke.
- Das Oratorium der Bruderschaft San Bernardino und das der Bruderschaft San Michele, in dem sich eine Statue des Erzengels befindet, der den Teufel durchbohrt.

## Partnergemeinde
- Montemignaio